# Джин Джоу
Джин Джоу ([ˈdʒɪnˈdʒoʊ]; на китайски: 锦州, пинин: Jǐnzhōu) е град в Китай, провинция Ляонин, на брега на Ляодунски залив. През 2010 г. има 1 091 799 жители, а градската префектура през 1999 г. се състои от 3 126 463 жители.
Градът е образователен център със силно развито машиностроене, химическа промишленост и електротехника. Дом е на четири петролни рафинерии.

## История
Джин Джоу е древен град с около 2000 години история. Първоначално е част от държавата Йен в Периода на враждуващите държави. След това е под контрола на династията Цин, а по-късно се управлява от Хан. По-нататък градът бива управляван от династиитеСуй и Тан. По времето на гражданската война в Китай, през 1945 г., Джин Джоу е сцена на ожесточена битка между националисти и комунисти, тъй като е разположен на главния път между Манджурия и Централен Китай. Той бива първоначално превзет от националистите, но през 1949 г. е вече част от новата Китайска народна република.

## Административно деление
Джин Джоу е разделен на 3 района, 2 градски окръга и 2 окръга.
| Карта                                                                                                  | Карта        | Карта                        | Карта        | Карта                    | Карта      | Карта          |
| --- | ------------ | ---------------------------- | ------------ | ------------------------ | ---------- | -------------- |
| 1 2 3 Окръг Хейшан Окръг Исян Линхай (градски окръг) Бейджен (градски окръг) 1. Гута 2. Линхе 3. Тайхе |              |                              |              |                          |            |                |
| # | Име          | Синография                   | Пинин        | Население (2003, оценка) | Площ (km²) | Гъстота (/km²) |
| 1 | Район Тайхе  | на опростен китайски: 太和区 | Tàihé Qū     | 210 000                  | 459        | 458            |
| 2 | Район Гута   | на опростен китайски: 古塔区 | Gǔtǎ Qū      | 240 000                  | 28         | 8571           |
| 3 | Район Линхе  | на опростен китайски: 凌河区 | Línghé Qū    | 420 000                  | 48         | 8750           |
| 4 | Линхай       | на китайски: 凌海市          | Línghǎi Shì  | 600 000                  | 2862       | 210            |
| 5 | Бейджен      | на опростен китайски: 北镇市 | Běizhèn Shì  | 530 000                  | 1782       | 297            |
| 6 | Окръг Хейшан | на опростен китайски: 黑山县 | Hēishān Xiàn | 630 000                  | 2436       | 259            |
| 7 | Окръг Исян   | на опростен китайски: 义县   | Yì Xiàn      | 440 000                  | 2496       | 176            |

В горните подразделения са включени 43 града, 69 района и 1680 села.

## Климат
Джин Джоу е разположен в зона на мусонен умереноконтинентален климат. Средната годишна температура е 9,4 °C, а средните годишни валежи са 571 mm.
| Климатични данни за Джин Джоу      | Климатични данни за Джин Джоу | Климатични данни за Джин Джоу | Климатични данни за Джин Джоу | Климатични данни за Джин Джоу | Климатични данни за Джин Джоу | Климатични данни за Джин Джоу | Климатични данни за Джин Джоу | Климатични данни за Джин Джоу | Климатични данни за Джин Джоу | Климатични данни за Джин Джоу | Климатични данни за Джин Джоу | Климатични данни за Джин Джоу | Климатични данни за Джин Джоу |
| Месеци                             | яну.                          | фев.                          | март                          | апр.                          | май                           | юни                           | юли                           | авг.                          | сеп.                          | окт.                          | ное.                          | дек.                          | Годишно                       |
| Средни максимални температури (°C) | −2,8                          | 0,1                           | 7,3                           | 16,0                          | 23,1                          | 26,5                          | 28,6                          | 28,3                          | 24,4                          | 17,1                          | 7,5                           | 0,0                           |                               |
| Средни температури (°C)            | −8,2                          | −5,3                          | 1,7                           | 10,1                          | 17,3                          | 21,5                          | 24,6                          | 24,0                          | 18,9                          | 11,5                          | 2,3                           | −5,1                          |                               |
| Средни минимални температури (°C)  | −13,5                         | −10,7                         | −3,9                          | 4,3                           | 11,5                          | 16,6                          | 20,6                          | 19,8                          | 13,4                          | 5,9                           | −2,8                          | −10,2                         |                               |
| Средни месечни валежи (mm)         | 3                             | 4                             | 7                             | 27                            | 43                            | 77                            | 173                           | 135                           | 61                            | 28                            | 10                            | 3                             |                               |
| ---------------------------------- | ----------------------------- | ----------------------------- | ----------------------------- | ----------------------------- | ----------------------------- | ----------------------------- | ----------------------------- | ----------------------------- | ----------------------------- | ----------------------------- | ----------------------------- | ----------------------------- | ----------------------------- |
| Източник: Climate Data             |                               |                               |                               |                               |                               |                               |                               |                               |                               |                               |                               |                               |                               |

## Икономика
Икономиката на града е многостранно развита. По-големите промишлености са нефтопреработвателната, металургията, машиностроенето, текстилната, фармацевтичната и производството на строителни материали. През 1992 г. е основана Зона за икономическо и техническо развитие, която действа като осми административен район. В зоната е улеснен транспортът, като има по-голям достъп до пристанището, летището и магистралите на града. В града работят много западни вериги ресторанти и банки.

## Транспорт
Градът разполага с летище и две жп гари. Най-често използваният начин за придвижване в града е пеша или с велосипед.

## Образование
Джин Джоу разполага с три университета – технически, медицински и свободен.

## Побратимени градове
- Плевен, България[7]
- Такаока, Япония
- Паджу, Южна Корея